# مایتسبورن
مایتسبورن (به آلمانی: Maitzborn) یک شهر در آلمان است که در راین-هونسروک واقع شده‌است. مایتسبورن ۱۳۰ نفر جمعیت دارد.